# Морфи, Говард
Говард Морфи (англ. Howard Morphy; род. 13 июня 1947) — британский антрополог, антрополог искусства и визуальный антрополог. Доктор философии (1978, ANU), профессор. С 1997 года вновь в Австралийском национальном университете. До того заведовал кафедрой в Университетском колледже Лондона. Перед чем на протяжении десяти лет являлся куратором музея Питт-Риверса. Исследователь народности йолнгу в Северной Австралии. Отмечен Huxley Memorial medal (2013).

## Биография
Вспоминал, что будучи студентом, в 1967 году принимал участие в антивоенных (против войны во Вьетнаме) демонстрациях. После защиты докторской по антропологии в ANU стал лектором, а в 1996 году (прим.: так в источнике) перебрался в Оксфорд. В 1996 перешел профессором в Университетский колледж Лондона. Читал Malinowski Memorial Lecture (1993).
Основные полевые исследования — на протяжении порядка сорока лет — связаны с народностью йолнгу (Yolŋu) на северо-востоке Арнемленда, чем он занимался начиная с 1974-1976 годов. Автор многих работ об искусстве австралийских аборигенов, в частности монографии Yolngu Art, Ancestral Connections (Chicago 1991) и обобщенного обзора Aboriginal Art (Phaidon, 1998). Также писал о религии австралийских аборигенов. Две других его монографии — Journey to the Crocodile’s Nest (Aboriginal Studies Press (1984) и Becoming Art: Exploring Cross-Cultural Categories (Berg, 2007).
Соредактор The Anthropology of Art: a Reader (Blackwell’s, 2006) и Rethinking Visual Anthropology (Yale University Press, 1997).
Его супруга Frances Morphy является его коллегой.